# Distretto di Berrahal
Il distretto di Berrahal è un distretto della provincia di Annaba, in Algeria.

## Comuni
Il distretto di Berrahal comprende 3 comuni:
- Berrahal
- Oued El Aneb
- Treat